# سویفرت (دهانه)
سویفرت یک دهانه برخوردی در ماه‌ است.

## دهانه‌های اقماری
این دهانه ۱ دهانه اقماری دارد.
| Seyfert | عرض جغرافیایی | طول جغرافیایی | قطر          |
| ------- | ------------- | ------------- | ------------ |
| A       | ۳۰.۵° N       | ۱۱۴.۹° E      | ۵۳.۰ کیلومتر |